# Вулиця Черкаська (Львів)
Вулиця Черкаська — вулиця в Личаківському районі Львова, у місцевості Знесіння. Пролягає від вулиці Ковельської до Помірки.

## Історія
Від 1958 року називалась Картонна,. Сучасна назва з 1963 року.

## Забудова
Забудова — переважно одноповерхова садибна, будинки NN 2, 4 — оригінальні дерев'яні будинки.